# Záluží (Ústí nad Labem)
Záluží é uma comuna checa localizada na região de Ústí nad Labem, distrito de Litoměřice.